# ヴァネッサ・マーシル
ヴァネッサ・マーシル（Vanessa Marcil, 本名：Sally Vanessa Ortiz, 1968年10月15日 - ）は、アメリカ合衆国の女優。
カリフォルニア州インディオ出身。父親はメキシコ系、母親はフランス、イタリア、ポルトガルの血を引く。
1996年、ショーン・コネリー主演映画『ザ・ロック』で、ニコラス・ケイジ演じるFBI科学者のグッドスピードの恋人カーラ役で、ハリウッド女優として注目を集めた。
その後は、テレビドラマを中心に活躍、特に『ビバリーヒルズ青春白書』のドナ（演：トリ・スペリング）の従姉妹ジーン・キンケード役を演じた。2003年に『ジェネラル・ホスピタル』で第30回デイタイム・エミー賞ドラマシリーズ助演女優賞を受賞した。
私生活では、1989年に俳優のコリー・フェルドマンと結婚するが、1993年に離婚、『ビバリーヒルズ青春白書』共演者ブライアン・オースティン・グリーンと1999年から2003年まで交際し、息子1人をもうけた（2002年誕生）が、事実婚に終わり、関係を解消した。その後、2012年にグリーンから金銭トラブルで訴訟を起こされた。2010年に同じく俳優のカーマイン・ジョヴィナッツォと再婚したが、2013年に離婚した。

## 主な出演作品
- ジェネラル・ホスピタル General Hospital (1992-1998, 2002-2003, 2010-2011, 2013) テレビドラマ
- ザ・ロック The Rock (1996)
- ビバリーヒルズ青春白書 Beverly Hills, 90210 (1998-2000) テレビドラマ
- スピン・シティ Spin City シーズン5　エピソード123　(2001) テレビドラマ
- NYPDブルー NYPD Blue (2001,2003) テレビドラマ
- ラスベガス Las Vegas (2003-2008) テレビドラマ
- ハワイ　ファイブオー Hawaii Five-0 シーズン3 エピソード8　(2012)テレビドラマ